# Klíněnka jírovcová
Klíněnka jírovcová či klíněnka kaštanová (Cameraria ohridella) je druh malého denního motýla z čeledi vzpřímenkovití, který se řadí mezi vážné škůdce poškozující stromy z rodu jírovec. Jelikož se jedná o živočicha v posledních letech hojně napadajícího ve městech široce rostoucí jírovec maďal (Aesculus hippocastanum), jde o velice populární druh a známého škůdce. Dospělec dorůstá velikosti okolo 4 milimetrů na délku s rozpětím křídel okolo 7 až 10 milimetrů.
Druh byl objeven v 80. letech 20. století na území Severní Makedonie v důsledku jeho kalamitního přemnožení. Odborně byl popsán až v roce 1986 a od té doby se z Balkánu začal rychle šířit po celé Evropě. V roce 1993 byl poprvé zaznamenán na území České republiky v oblasti jižní Moravy, načež se následně rozšířil po celém území státu. Dříve existovaly spekulace, že se jedná o invazivní druh zavlečený do Evropy ze Severní Ameriky či z východní Číny, ale genetické testy původních populací a nálezy ve starých herbářích odhalily, že se jedná o původní evropský druh. Ten se pravděpodobně původně vyskytoval na přírodních porostech jírovce maďalu v oblasti Balkánu dříve, než se tento strom začal ve velkém uměle vysazovat v Evropě. Jelikož na území České republiky nemá tento druh motýla přirozené nepřátele a je schopen rozmnožovat se 3krát až 4krát za rok, dochází k jeho kalamitnímu výskytu. To má za následek decimování listů jírovce maďalu, který následkem toho ztrácí listy dříve než na podzim. Napadený strom tak může přijít o 70 až 100 % listí. Na druhou stranu dosud nebylo prokázáno, a není znám ani jediný případ, že by napadení klíněnkou způsobilo přímo úhyn zdravého stromu.
Klíněnka jírovcová je v současnosti předmětem intenzivního vědeckého výzkumu, který se snaží zmapovat její životní cyklus a tím případně odhalit účinnou látku umožňující úspěšný boj s ní. Ve snaze zamezovat kalamitnímu stavu je na některých místech nasazován chemický postřik stromů, shrabávání a pálení listí či jeho kompostování.

## Etymologie
Jak naznačuje jméno, klíněnka jírovcová dostala své pojmenování po hostitelském stromu, na kterém žije a na kterém se vyvíjejí její larvy. Příležitostně je používáno i jméno klíněnka kaštanová. Latinský druhový název ohridella je odvozen od místa prvního popsaného nálezu, tedy od Ochridského jezera v Severní Makedonii.

## Popis

### Vajíčko

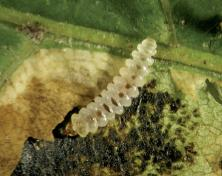
Housenka minující list jírovce

Samičky po oplodnění kladou 20 až 82 vajíček na svrchní stranu listů jírovce maďalu zhruba na konci dubna. Za svůj život je samička schopna naklást až 1200 vajíček. Vajíčka jsou na list pevně přilepena a jsou kulovitého tvaru o velikosti přibližně 0,25 mm a průhledná. Po dvou až třech týdnech se z vajíček vylíhnou larvy, nicméně jiný zdroj uvádí, že se larvy mohou z vajíček vylíhnout již po 4 dnech. Za laboratorních podmínek při konstantní teplotě 23 °C došlo k vylíhnutí vajíčka za 4 až 6 dní.

### Housenka
Housenky po vylíhnutí minují (tedy vyžírají vnitřní pletivo) v listech jírovce, často v plochách kruhovitého tvaru, což vytváří na napadených listech charakteristické rezavé skvrny. V této fázi vývoje je jedna housenka schopna zničit přibližně 8 centimetrů čtverečních listu. Dorůstá velikosti 5 až 6 milimetrů a má ploché, varhankovité tělo světle žluté barvy s tmavší hlavou. Čerstvě vylíhnuté housenky mají žlutě lemován první článek svého těla a celkově jsou v podstatě průsvitné. Naproti tomu dorostlé housenky mají olivově zelenou barvu s hnědým pruhem na straně těla. Ve vykousaných prostorech se larvy klíněnky následně zakuklí. Vlivem přítomnosti larvy opadají listy jírovce mnohem dříve než by přirozeně měly.
Housenka postupně prochází jednotlivými instary (obvykle čtyřmi, příležitostně pěti, během kterých přijímá potravu, a dvěma, kdy ji nepřijímá), během kterých se zvětšuje oblast poškození listu (na konci vývoje může dosáhnout až několika čtverečních centimetrů). Během celého vývoje housenka zůstává tělo ploché. Zasažený list, respektive miny, jsou snadno rozpoznatelné. Jedná se většinou o několik okem viditelných nažloutlých až nahnědlých skvrn na povrchu listu, které na konci léta výrazně hnědnou. V závislosti na teplotě a klimatu se přibližně po 20 až 45 dnech od snůšky vajíček housenka začne zakuklovat. Obvykle během čtvrtého instaru dojde k výraznému nárůstu vyžrané oblasti v listu, a to až do velikosti 4 až 7 čtverečních centimetrů. S ohledem na množství potřebné potravy k plnému vývoji a na množství nakladených vajíček na jeden list (200 až 300 vajíček) se často stává, že ne všechny larvy jsou schopny se plně vyvinout a přeměnit se v dospělce.
Během šestého instaru si začíná housenka za pomoci snovacího ústrojí vyrábět zápředek. Nicméně existují pozorování, která naznačují, že zástupci první a druhé generace klíněnky mohou přejít do dospělce bez vytvoření kukly.

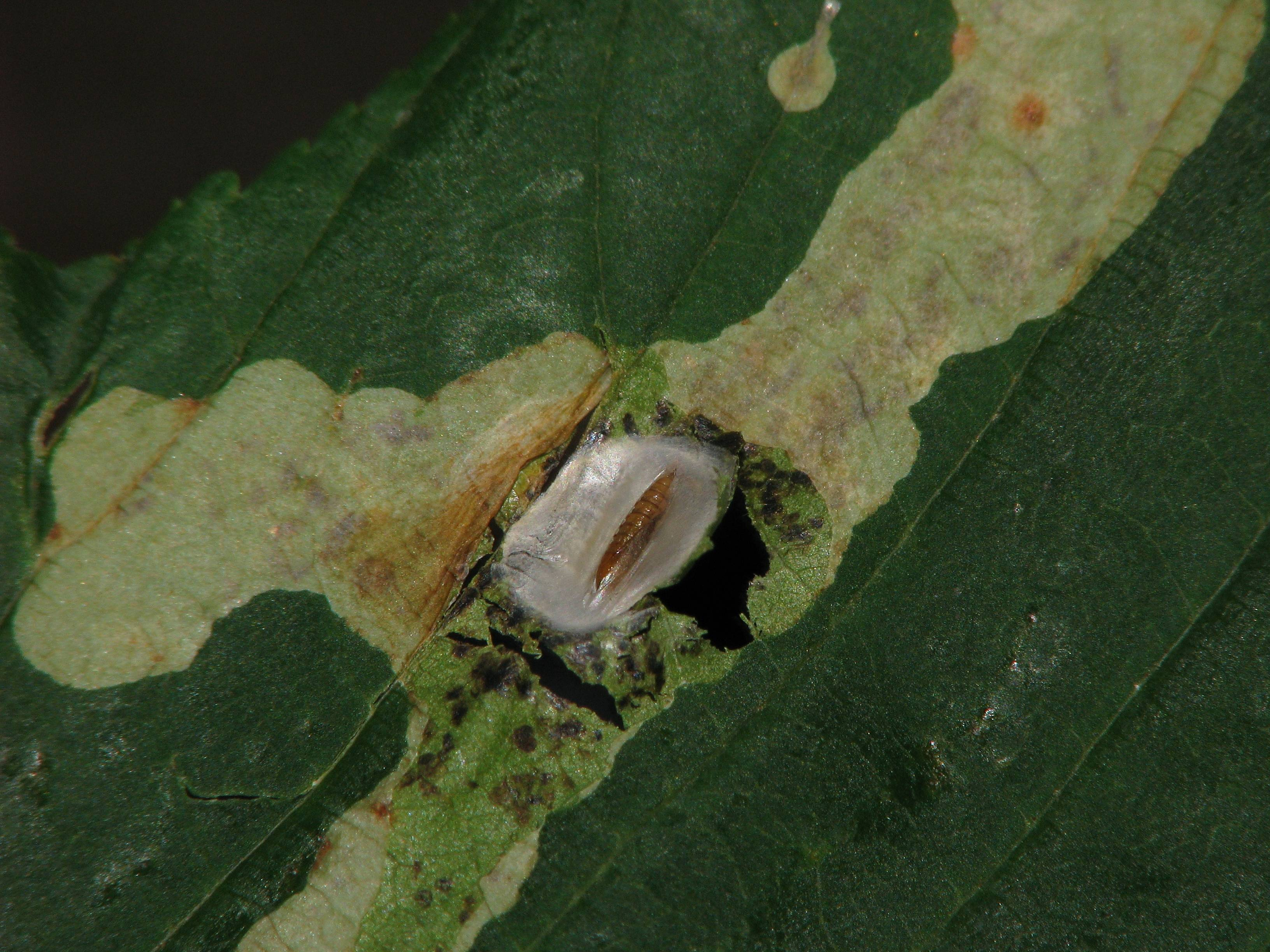
Zakuklující se housenka

### Kukla
Samotná kukla oranžové až červenohnědé barvy je přibližně 3,25 až 3,7 mm dlouhá (jiný zdroj uvádí 3,8 až 4,4 mm) a okolo 0,7 mm tlustá. Na těle v oblasti druhého a šestého břišního segmentu se nachází výrazně bílé trny. Zakuklení trvá přibližně 12 až 20 dní v případě letní generace, načež se vylíhne dospělý jedinec. Po zakuklení přechází až 90 % kukel z každé generace do diapauzy, která může trvat 2 až 3 roky. Kukla takto přezimovává v pergamenovitém zámotku kulového tvaru v suchém spadlém listu. Kukly jsou poměrně mrazuvzdorné. V Maďarsku bylo zaznamenáno, že byly schopny přežít i mráz o teplotě −23 °C, což značně zvyšuje jejich schopnost osídlení různých částí Evropy.
Ke snadnému vylíhnutí ze zámotku je dospělec vybaven na hlavě zobákem, kterým je schopen rozstřihnout obal hedvábného kokonu.

### Dospělec
Dospělec bývá veliký okolo 4 milimetrů na délku s rozpětím křídel okolo 7 až 10 milimetrů. Tělo má protažený tvar a má světle béžovou až hnědou barvu. Přední křídla motýlka mají hnědavě zlatou barvu s třemi bílými pruhy s černým lemováním a jedním bílým pruhem za hlavou bez lemování. Pokud má motýlek křídla složená, jsou tyto pruhy vůči tělu v příčné pozici. Zadní křídla a zadní část předních křídel je lemována dlouhými tmavými třásněmi. Konce křídel se v průběhu života dospělce pozvolna ulamují. Na hlavě má pár tykadel o délce přibližně 4/5 předních křídel. Z těla mu vyrůstají 3 páry noh černo-bíle páskované.
Dospělec žije po vylíhnutí pouze několik dní a i přes to, že má ústrojí umožňující mu příjem potravy, nebylo pozorováno, že by dospělec potravu přijímal. Sosák je přibližně dvakrát delší než hlava. Celkově tak vývoj jedince od vajíčka po dospělce trvá mezi 6 až 11 týdny. V Česku se první generace dospělců líhne z kukel v dubnu až na přelomu dubna a května.

## Potrava

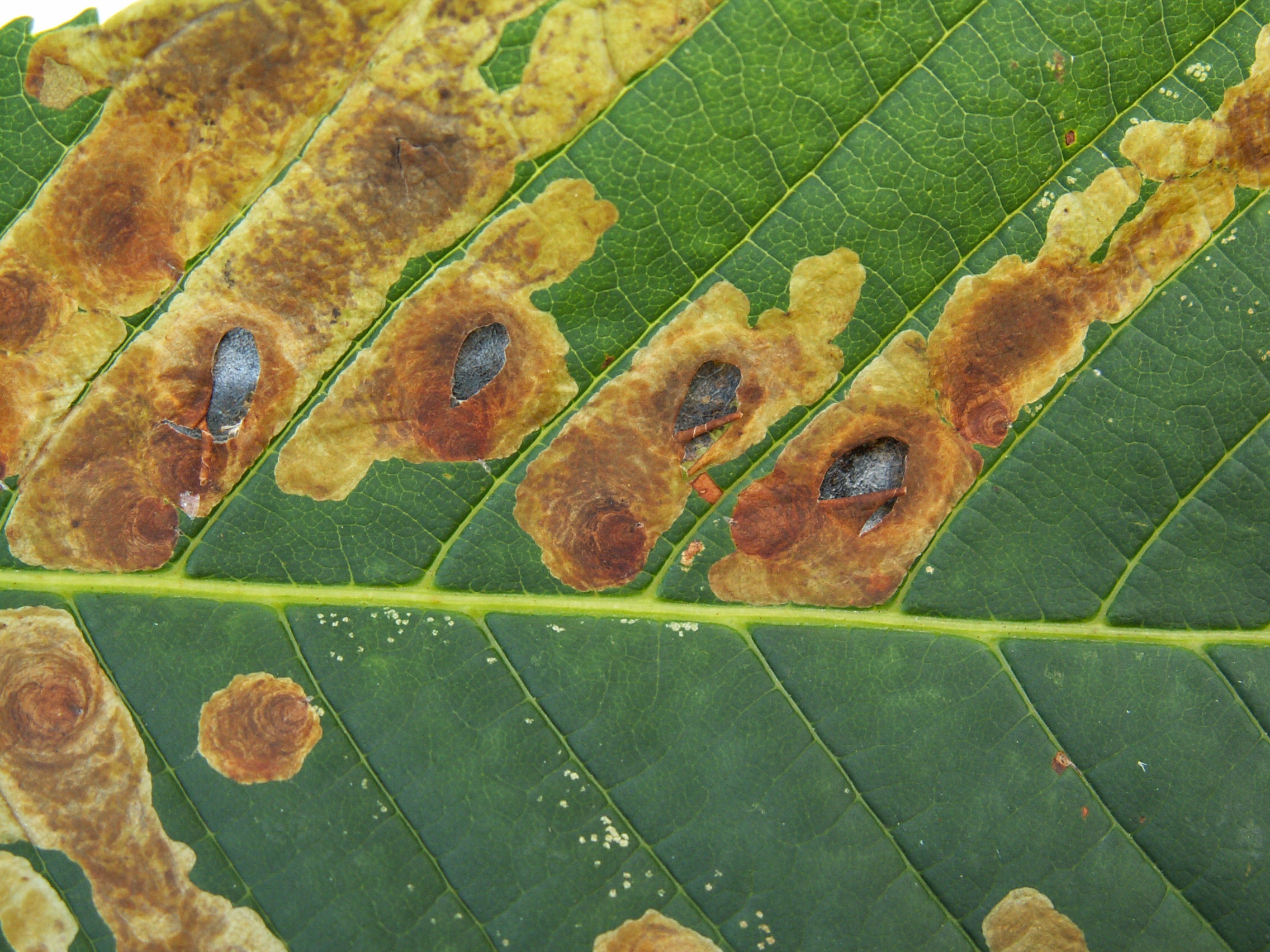
Miny v listech jírovce maďalu způsobené vyžíráním listu larvami klíněnky

Hostitelský strom pro klíněnku jírovcovou představuje ve střední Evropě nepůvodní strom jírovec maďal, který byl do této oblasti dovezen v 17. století, načež zde zdomácněl. Z výzkumů vyplývá, že samotný strom jírovec maďal je třetihorní druh, tzv. reliktní druh, který se dochoval ve volné přírodě v oblasti Balkánu. Odtud byl následně cíleně šířen do oblasti celé Evropy. Housenky klíněnky jírovcové se živí listy tohoto stromu, respektive listovým parenchymem nacházejícím se mezi svrchní a spodní pokožkou listu. U napadeného stromu jsou housenky schopny sežrat 70 až 100 % listí. Nicméně jsou známé i případy, kdy se klíněnka snažila pro svůj vývoj využít i jiné druhy dřevin, konkrétně javor klen, vrby či jírovec pleťový (Aesculus x carnea). Na listy těchto druhů ale zatím není schopna se trvale adaptovat, ve větším měřítku se na nich zakuklit a tím dokončit vývoj v dospělého motýlka.
Samotné napadení klíněnkou není pro strom smrtelné. Na druhou stranu její výskyt strom oslabuje, což pak umožňuje snazší uchycení parazitických hub jako například Guignardia aesculli, která následně strom zahubí.

## Výskyt

Mapka šíření klíněnky jírovcové po Evropě

Napadené stromy, respektive kalamitní výskyt motýlka, byly poprvé pozorovány v 80. letech 20. století v alejích 6 kilometrů od Ochridského jezera v nadmořské výšce 705 metrů nad mořem v Severní Makedonii. Samotný druh byl poprvé pozorován v roce 1984 (či 1985, zdroje se rozcházejí), načež o rok později (1986) byla klíněnka popsána biology Gerfriedem Deschkem a Nenadem Dimićem jako nový druh hmyzu. V roce 1989 byl výskyt motýlka zaznamenán v oblasti Lince v Rakousku. Od popsání druhu stačilo pouze 10 let k tomu, aby motýl osídlil jižní Evropu, Rakousko a následně i území České republiky postupem přes Moravu. První výskyt v Česku byl zaznamenán v roce 1993 na trojici lokalit Lednice, Valtice a Břeclav. V roce 1995 byl na území hlavního města Prahy zaznamenán první kalamitní výskyt tohoto škůdce. K roku 2000 vytvořil tento motýl souvislou populaci na většině území střední Evropy a byl poprvé pozorován i ve Francii. V červenci 2002 byl tento motýlek poprvé pozorován na území Londýna v Anglii v početné populaci. Z toho se dá usuzovat, že se zde objevila již dříve, v roce 2000 či 2001. Klíněnka se tak vyskytuje v skoro celé Evropě od Anglie a jižní části Švédska po Španělsko, kde vytváří souvislou populaci převážně v Katalánsku, a na východě až po Ukrajinu a Rusko.
Původně se spekulovalo, jestli klíněnka nebyla do Evropy zavlečena ze Severní Ameriky, kde se nacházejí její blízcí příbuzní z rodu Cameraria, a nebo z Číny či jiné části východní Asie. Nicméně genetická analýza populací klíněnky z přirozených populací jírovcových porostů na Balkáně společně s nálezy min v usušených listech jírovce ve starých herbářích potvrdily, že se jedná o druh původně evropský. Jednalo se například o nález v herbáři Theodora von Heldreicha z roku 1879 věnovaný oblasti centrálního Řecka. Taktéž genetická analýza populace v Rakousku odhalila, že klíněnka původně vzešla z velice malé populace. Její masové rozšíření na konci 20. století mohlo být způsobeno masivní výsadbou nepůvodního jírovce maďalu od 17. století na území většiny Evropy a následný překotný rozvoj dopravní infrastruktury. S jejím rozvojem se do té doby izolovaná populace klíněnky mohla začít snadno a rychle šířit po Evropě do nezasažených oblastí.
Dle výzkumů se zdá, že se klíněnka šíří v kontinentální Evropě, ale i v Anglii rychlostí 40 až 60 kilometrů za rok. Je to způsobeno jak přírodními vlivy v podobě unášení dospělců větrem, tak pasivně vlivem transportu infikovaných listů na kolech aut či jiných dopravních prostředků. V současnosti se klíněnka stále šíří a to i do severnějších oblastí, kde zatím nebyla pozorována. U šíření větrem výrazně pomáhá k uchycení klíněnky velká akumulace hostitelských stromů jako jsou aleje, zámecké zahrady a podobně. V případě solitérních stromů je větší šance, že se zde klíněnka úspěšně nezachytí.
Na území České republiky se klíněnka vyskytuje ve 3 až 4 generacích od dubna do září. V některých částech Evropy, kde panuje teplejší a sušší podnebí, se může klíněnka reprodukovat až 5krát za sezónu. Oproti tomu v západní Evropě se klíněnka v průměru objeví za sezónu třikrát. Její výskyt se vyhýbá pouze místům s vyšší nadmořskou výškou.

## Chování
Dospělce klíněnky jírovcové je možné po vylíhnutí pozorovat na kmenech jírovce maďalu ojediněle či jako početný roj mnoha jedinců létajících v korunách stromů. Nejvíce aktivní jsou dospělí jedinci ráno a odpoledne při teplotě 20 až 24 °C. Nejhojnější výskyt dospělců je v květnu, červenci a na přelomu srpna a září. Příležitostně dochází k výskytu taktéž v říjnu. Až 90 % kukel z každé generace přechází do diapauzy trvající 2 až 3 roky. V této době je kukla klíněnky schována v uschlém a tlejícím listu.
Larvy klíněnky napadají stromy uspořádaně, postupně se rodící generace larev požírají listy na větvích od spodních po vrchní. První generace tak začíná požírat listy větví rostoucích blízko povrchu, další generace pak výše atd. To je dáno tím, že jedinci preferují stinné oblasti, a proto se zdržují ve spodních a středních částech stromu. Často dochází k přemnožení klíněnky a ke kalamitním stavům.

## Rozmnožování

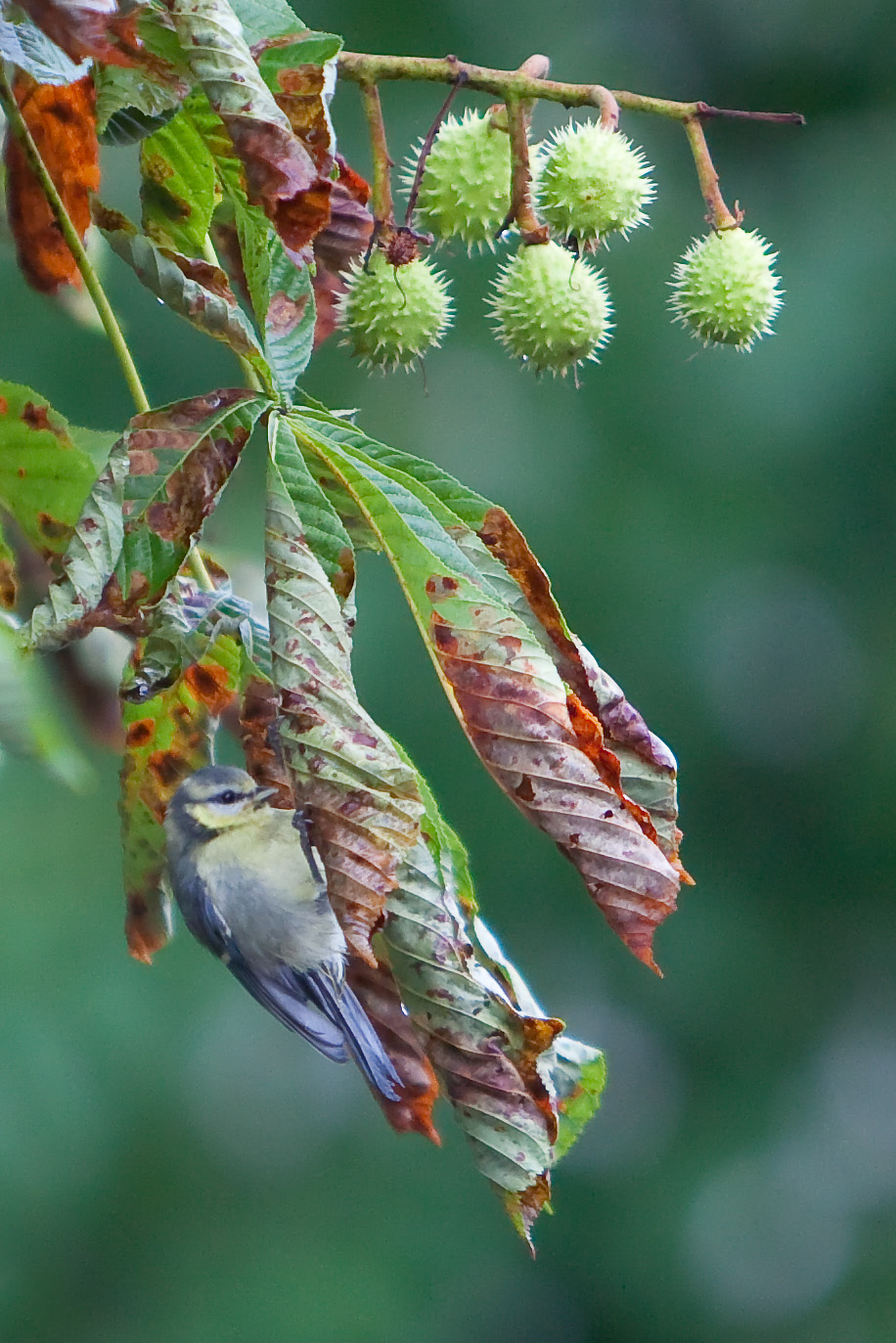
Listy jírovce napadené klíněnkou usychají a opadají ze stromu dříve, než je obvyklé

Na území České republiky se klíněnka jírovcová množí třikrát až čtyřikrát do roka. Přezimovává pouze poslední generace larev ve spadaných listech. Klíněnka má pouze jednu sadu chromozomů o počtu 30.
K výběru partnera dochází u klíněnky na kmeni jírovce hned po vylíhnutí dospělce z kukly. Samci samici nacházejí dle samičího feromonu odpovídajícímu uměle syntetizovanému feromonu tetradecadienalu. Po výběru partnera se jedinci vzájemně spojují přibližně na 8 až 15 minut koncovými částmi těl, kde se nacházejí pohlavní orgány. Při spojení mohou nezadaní samci napadat pářící se páry a tím přerušit proces. Pravděpodobně hned po oplodnění odlétá samička klást vajíčka na listy.

## Ekologické vztahy

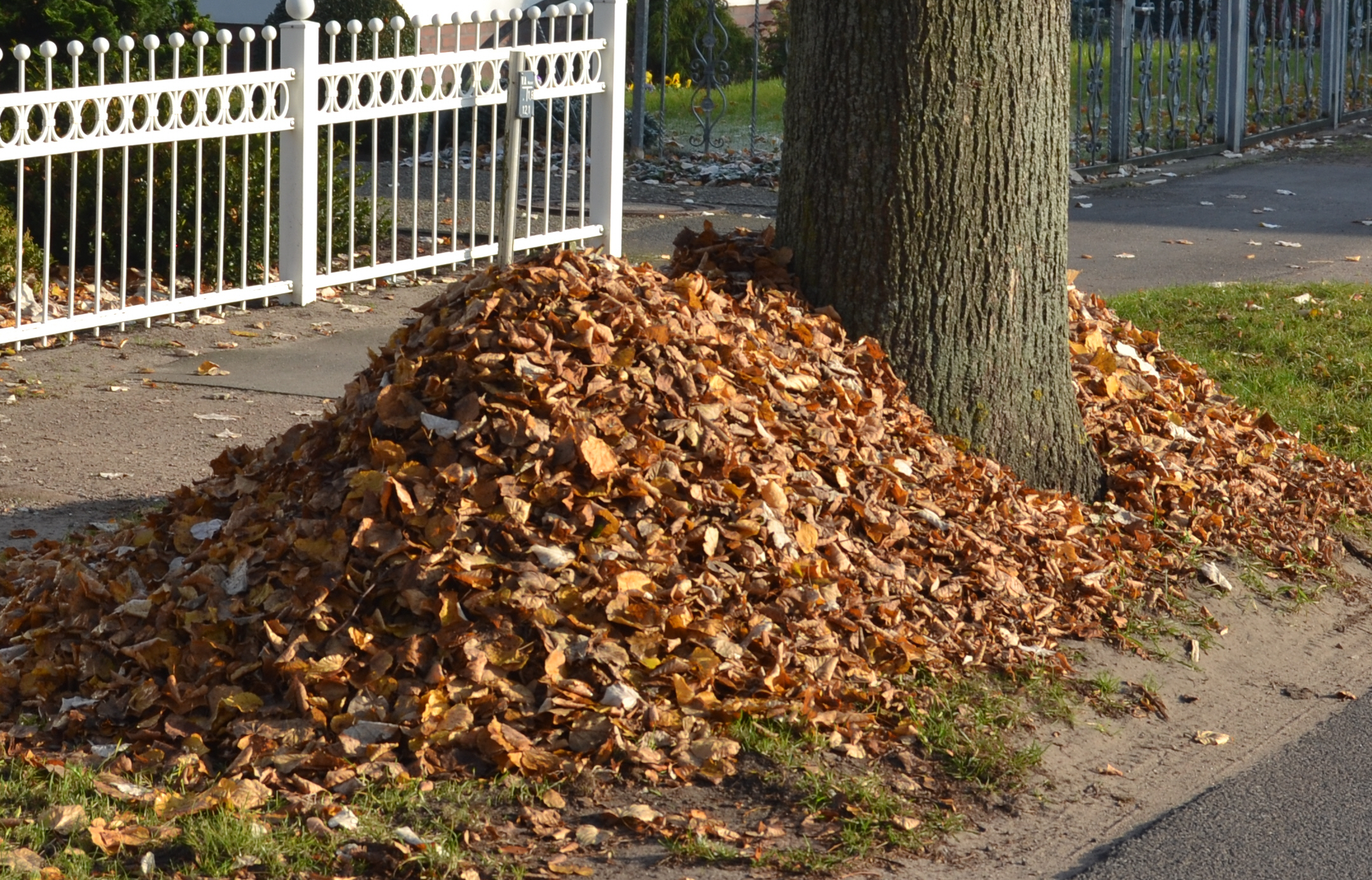
Jedna z možných opatření proti klíněnce je hrabání listí a jeho následná likvidace

Na území Evropy nemá klíněnka jírovcová výrazné přirozené nepřátele a to ani mezi místními parazitoidy (zatím bylo objeveno 60 obecných parazitoidů napadajících klíněnku), což je zajímavé s ohledem na skutečnost, že se jedná pravděpodobně o původní evropský druh. Larvy klíněnky jsou napadány v malém procentu případů (4 až 8 %) parazity či různými patogeny, nicméně takto nízké procento napadení není schopné účinně snižovat kalamitní výskyt populace klíněnky.
Larvy klíněnky jsou požírány sýkorkou modřinkou (Parus caeruleus), sýkorkou koňadrou (Parus major) a sýkorkou babkou (Poecile palustris). Předpokládá se, že tyto tři druhy jsou schopny sežrat 2 až 4 % z celkového počtu larev klíněnky. V přírodě bylo taktéž pozorováno, že zástupce druhu Meconema meridionale z čeledi kobylkovitých je schopna za den spořádat až 10 larev klíněnky. Bylo taktéž zaznamenáno, že parazitické vosy chalcidky (především z čeledi Eulophidae) napadají jedince klíněnky. Celkově je ale predační a parazitický tlak nízký, zasahuje pouze 1 až 8 % z celkové populace.

### Klíněnka jako škůdce
Ve snaze chránit porosty jírovce maďalu jsou vynakládána aktivní opatření pro zabránění kalamitního výskytu klíněnky v podobě snahy decimovat její výskyt. K tomu se používají mj. chemikálie, například Dimilin či Nomolt, které zabraňují tvorbě chitinu u listožravého hmyzu. Nevýhodou těchto látek je skutečnost, že současně působí nepříznivě téměř proti všem zástupcům hmyzu. Na některých lokalitách (spadajících například pod ochranu Natura 2000) navíc není možné chemické postřiky používat. Jako další možnost ochrany se tak nabízí pálení spadaného listí, ve kterém se nachází kukly klíněnky a tím zamezení vzniku další generace. Osvědčilo se i kompostování spadaného listí. Skutečně efektivní a aktivní látka, která by měla dopad jen na klíněnku, nebyla zatím (2012) nalezena.
S ohledem na skutečnost, že klíněnka postihuje porosty jírovce maďalu v celé Evropě, vznikla společná akce nazvaná CONTROCAM („Control of Cameraria)“, která má za cíl koordinovat aktivity k ochraně tohoto stromu a boje proti klíněnce. V současnosti tak v Evropě probíhá mezinárodní vědecká spolupráce mezi odbornými týmy, které se snaží podrobně zmapovat životní cyklus tohoto motýla. Do této spolupráce je zapojeno i pracoviště Ústavu organické chemie a biochemie Akademie věd ČR.